# 大齋期
大齋期，亦稱大齋節、大齋節期，天主教會、东正教会稱四旬期（舊稱四旬節期、嚴齋期、封齋期），信義宗稱預苦期，是基督教教會年曆一個節期，是禮儀年中為準備復活節而舉行的莊嚴的基督教宗教儀式。英文寫作Lent，意即大齋日。拉丁教會稱Quadragesima，意即四十天（四旬）。整個節期從大齋首日（聖灰星期三/塗灰日）開始至復活節止，一共四十天（不計六個主日）。
天主教會、信義宗、摩拉維亞弟兄會、聖公會、合一教會、東正教會等基督教派通常都會慶祝大齋期。一些重浸派、浸信會、衛理公會、歸正宗（包括某些大陸改革宗、長老會和公理會）和無宗派的基督教會也遵守大齋期，儘管這些傳統的許多教會並不遵守。基督徒一日只能喫一餐正餐，以齋戒、施捨、克己及刻苦等方式反省自己的罪惡，並準備慶祝耶穌基督的由死刑復活的「逾越奧蹟」。此期間特別以守齋（拉丁語：Ieiunium，禁食）為做復活節的準備，故從前稱之為「嚴齋月」；但在中古前期，四旬期是為一般人成為基督徒及加入教會的預備期，後來才轉變成大家所熟悉的做補贖、悔改以預備迎接耶穌復活的功能。
四十日的時間起源於耶穌在施洗者約翰受洗後，到荒野禁食並三退魔鬼以食物、權勢與對天主的信賴的試探。
大齋期的禮儀顏色是紫色，但棕枝主日是用紅色。
由於大齋期的日期與農曆新年一樣以陰曆為參考，因此這兩項節期的時間經常重疊。部分教派為免與農曆新年衝撞，會在必要時把某些儀式順延一個星期舉行，天主教會則允許華人地區的教會慶祝新年而免齋。

## 主日
大齋期內一共有六個主日（不計算在四旬期的40天內）：
- 大齋期第一主日/大齋第一主日/預苦期第一主日/四旬期第一主日（紫）
- 大齋期第二主日/大齋第二主日/預苦期第二主日/四旬期第二主日（紫）
- 大齋期第三主日/大齋第三主日/預苦期第三主日/四旬期第三主日（紫）
- 大齋期第四主日/大齋第四主日/預苦期第四主日/四旬期第四主日（玫瑰紅／紫）
- 大齋期第五主日/大齋第五主日/預苦期第五主日/四旬期第五主日（紫）
- 棕枝主日/棕樹主日/聖枝主日/大齋期第六主日（深紅）

（棕枝主日）之後的聖週亦計算在大齋期之內。